# Auflattdämmung
Auflattdämmungen sind als Dachdämmungen eine seltene Variante der Aufsparrendämmungen.
Im Gegensatz zu den Aufsparrendämmungen, bei denen die Konterlattung und die Dachlattung oberhalb der Sparren angeordnet werden, wird die Auflattdämmung auf der Lattung befestigt und es wird auch keine weitere Lattung benötigt. Dabei wird die Dachdämmung in die Latten eingehängt und auf ihnen fixiert. Die Eindeckung selber wird in dafür vorgesehene „Einbuchtungen“ oder verstärkte „Überhöhungen“ der Dämmplatten eingelegt. 
Als Dämmmaterial wird zumeist Polystyrol verwendet. Bauphysikalisch soll die Oberseite der Auflattdämmung gleichzeitig als Unterdach wirken, wofür spezielle Entwässerungsschlitze belassen werden.
Die Vorteile der Auflattdämmung sind im Wesentlichen die gleichen wie bei der Aufsparrendämmung, d. h. lückenlose Dämmung ohne Wärmebrücken. So können bei Dachsanierungen die vorhandenen alten Lattungen beibehalten werden und es kann der Dachstuhl sichtbar bleiben (leichtere Schädlingskontrolle, Gestaltungsfreiheit), auch ist das Dachdeckungssystem bauphysikalisch sicherer durch weniger Anschlüsse.